# Thơ Việt Nam
Thơ Việt Nam là cách gọi chung những thi phẩm do người Việt Nam sáng tác.

## Ca dao[1]
Ca dao là một loại thơ dân gian có thể ngâm được như các loại thơ khác và có thể xây dựng thành các điệu dân ca. Ca dao vốn là một thuật ngữ Hán-Việt. Trong Văn học dân gian, tập II, Đinh Gia Khánh có chú thích;
Trong Kinh thi, phần Ngụy Phong, bài Viên hữu có câu: "Tâm chi ưu hữu, ngã ca thả dao" - hay "Lòng ta buồn, ta ca và dao".
Sách Mao truyện viết: 
"Khúc hợp nhạc viết ca, đô ca viết dao" - hay "Khúc hát có nhạc đệm theo lời gọi là ca, còn hát trơn thì gọi là dao".
Trước đây người ta còn gọi ca dao là phong dao vì có những bài ca dao phản ánh phong tục của mỗi địa phương, mỗi thời đại. Ca dao có những câu bốn chữ, năm chữ, sáu tám hay bảy sáu tám, đều có thể "ngâm được nguyên câu", không cần tiếng đệm như người ta ngâm thơ vậy. Chẳng hạn hai câu sáu tám:
Đường vô xứ Nghệ quanh quanh
Non xanh nước biếc như tranh họa đồ
Hay:
Tốt gỗ hơn tốt nước sơn
Xấu người đẹp nết còn hơn đẹp người
Ca dao Việt Nam là những bài tình tứ, là khuôn thước cho lối thơ trữ tình của con người. Tình yêu của người lao động biểu hiện trong ca dao về nhiều mặt: tình yêu trai gái, tình yêu gia đình, xóm làng, yêu đồng ruộng, đất được, yêu lao động, yêu thiên nhiên. Ca dao còn là một biểu hiện tư tưởng đấu tranh trong cuộc sống xã hội, trong khi tiếp xúc với thiên nhiên. Chính vì thế, ca dao còn phản ánh đời sống tình cảm, đời sống vật chất của con người, ý thức lao động sản xuất v.v. trong tình hình xã hội, kinh tế, chính trị dưới thời đại lịch sử sinh sống. Chẳng hạn sự kiềm chế của tứ đức, tam tòng trong giới phụ nữ bật lên những câu than:
Thân em như hạt mưa sa
Hạt vào đài các, hạt ra ruộng cày
Do số phận họ phần lớn là do người khác định đoạt mà không có quyền tự chủ, sự chua xót vắt nước thành những câu vừa hài hước vừa đau xót:
Lấy chồng chẳng biết mặt chồng
Đêm nằm mơ tưởng, nghĩ ông láng giềng
Tình yêu nam nữ ở nông thôn là một thứ tình yêu liên quan đến ruộng đồng, đến xóm làng. Những câu như tự nhắc mình, hoặc nhắc người mình yêu:
Anh đi anh nhớ quê nhà
Nhớ canh rau muống, nhớ cà dầm tương
Nhớ ai dãi nắng dầm sương
Nhớ ai tát nước bên đường hôm nao!
Cuộc sống nặng nhọc, con trâu đi trước, cái cày đi sau cũng phản ánh trong ca dao:
Trâu ơi, tao bảo trâu này
Trâu ra ngoài ruộng, trâu cày với ta
Cấy cày vốn nghiệp nông gia,
Ta đây trâu đấy, ai mà quản công...
Đặc điểm của ca dao về phần hình thức là vần vừa sát lại vừa thanh thoát, không gò ép, giản dị và tươi tắn. Chúng giản dị như lời nói thường, nhẹ nhàng, gọn gàng, song không kém phần chải chuốt, đầy tính miêu tả những tình cảm sâu sắc. Một cảnh buồn:
Sóng sầm sịch lưng chưng ngoài bể bắc,
Hạt mưa tình rỉ rắc chốn hàng hiên...
Hay nỗi nhớ bịn rin:
Gió vàng hiu hắt đêm thanh
Đường xa dặm vắng, xin anh đừng về
Mảnh trăng đã trót lời thề
Làm chi để gánh nặng nề riêng ai!
Một cô gái, trong chế độ tảo hôn, chưa vấn tóc gọn đã về nhà chồng, anh chồng dửng dưng coi vợ như một đứa trẻ. Nhưng khi cô ta vừa đến tuổi, thì tình hình khác hẳn:
Lấy chồng tử thủa mười lăm
Chồng chê tôi bé, chẳng nằm cùng tôi
Đến năm mười tám, đôi mươi
Tối nằm dưới đất, chồng lôi lên giường
Một rằng thương, hai rằng thương
Có bốn chân giường, gãy một, còn ba!...
Ca dao còn được dùng như một hình thức truyền kinh nghiệm dễ nhớ, chẳng hạn kinh nghiệm nấu ăn:
Con gà cục tác: lá chanh
Con lợn ủn ỉn: mua hành cho tôi
Con chó khóc đứng khóc ngồi:
Bà ơi! đi chợ mua tôi đồng riềng.

### Những thể ca dao cổ điển

##### Thể phú
Phú có nghĩa là trình bày, diễn tả, chẳng hạn như nói về người, về việc hay vật gì thì trình bày, diễn tả cho người ta hình dung được người, việc, hay vật ấy. Chẳng hạn:
Đường lên xứ Lạng bao xa
Cách một trái núi với ba quãng đồng
Ai ơi! đứng lại mà trông
Kìa núi Thành Lạc, kìa sông Tam Cờ.
Em chớ thấy anh lắm bạn mà ngờ
Bụng anh vẫn thẳng như tờ giấy phong...
Hay chống đối với dâm ô, giã man của giai cấp phong kiến thống trị:
Em là con gái đồng trinh
Em đi bán rượu qua dinh ông nghè
Ông nghè sai lính ra ve..
"Trăm lạy ông nghè, tôi đã có con!".
- Có con thì mặc có con!
Thắt lưng cho giòn mà lấy chồng quan.

##### Thể tỉ
Tỉ là so sánh. Ở thể này, câu ca không nói thẳng như ở thể Phú, mà lại mượn cái khác để so sánh, ngụ ý hay gửi gắm một tâm sự. Chẳng hạn:
Thiếp xa chàng như rồng nọ xa mây
Như con chèo bẻo xa cây măng vòi
Hay:
Gối mền, gối chiếu không êm
Gối lụa không mềm bằng gối tay em.
Hoặc:
Ăn thì ăn những miếng ngon
Làm thì chọn việc cỏn con mà làm

##### Thể hứng
Hứng là do cảm xúc mà nảy nở tình cảm, có thể là vui, cũng có thể là buồn, thấy ngoại cảnh mà có hứng, muốn nói lên nỗi lòng mình, cảnh tình riêng của mình:
Trên trời có đám mây vàng
Bên sông nước chảy, có nàng quay tơ
Nàng buồn nàng bỏ quay tơ,
Chàng buồn chàng bỏ thi thơ học hành...
Hay:
Gió đánh đò đưa, gió đập đò đưa,
Sao cô mình lơ lửng mà chưa có chồng...

### Lục bát
Theo Vũ Ngọc Phan, Nguyễn Can Mộng, người viết cuốn Ngạn ngữ phong dao, đã từng viết:
Văn vần nước ta phôi thai từ ngạn ngữ, rồi đến phong dao thì thành điều, thành chương, có thể ngâm nga được. Văn lục bát, hay song thất sau này đều từ ở đấy cả.
Lịch sử sưu tập và biên soạn tục ngữ, ca dao, và dân ca chỉ mới được bắt đầu từ khoảng hai trăm năm trở lại đây. Hiện tại, bài thơ lục bát cổ xưa nhất có niên đại rõ ràng còn lưu giữ lại đến nay là "Cảm tác" của Nguyễn Hy Quang được sáng tác năm 1674. Vào nửa cuối thế kỷ 18, Trần Danh Án (hiệu Liễu Am) đã sưu tập và biên soạn Quốc phong giải trào và Nam phong nữ ngạn thi. Các soạn giả trên đã ghi chép tục ngữ, ca dao bằng chữ nôm, rồi dịch ra chữ Hán và chú thích, có ý đem ca dao Việt Nam sánh với thơ Quốc Phong trong Kinh thi của Trung Quốc.
Vào cuối thế kỷ 19, đầu thế kỷ 20, người ta thấy xuất hiện những sách chữ nôm sưu tập tục ngữ, ca dao. Sang đầu thế kỷ 20, Việt Nam mới có những sách sưu tập những di sản này bằng chữ quốc ngữ.
Như vậy có thể nói, lục bát bắt nguồn từ trong tục ngữ và ca dao mà ra.
Như trên đã nói, "lục" (sáu), "bát" (tám), hay còn gọi là thể thơ sáu tám (6, 8) ám chỉ đến độ dài của hai câu thơ: một câu gồm 6 chữ và một câu gồm 8 chữ. Câu sáu chữ đi trước và câu tám chữ theo sau. Vần rơi vào những chữ in đậm. Chẳng hạn trong truyện Kiều, lúc Sở Khanh rủ Kiều chạy trốn khỏi lầu xanh của mụ Tú Bà: 
Đêm thu khắc lậu canh tàn
Gió cây trút lá, trăng ngàn ngậm gương
Lối mòn cỏ nhợt mùi sương
Lòng quê đi một bước đường một đau.
Thơ lục bát thường là nguồn cảm hứng thơ đầu tiên, gây ảnh hưởng nhiều cho những nhà thơ Việt Nam từ những ngày còn bé. Có thể qua những lời ru bằng ca dao, bằng các câu ca cửa miệng người lớn dùng. Chẳng hạn:
Cái ngủ mày ngủ cho ngoan
Để mẹ đi cấy đồng xa trưa về
Bắt được con cá rô trê
Thòng cổ mang về cho cái ngủ ăn
Do nhạc tính mềm mại của lục bát, loại thơ này còn thấy được dùng trong các bài thơ như một phần chuyển giọng, từ gồ ghề sang mượt mà, êm ái như trong trạng thái than thở hay ca ngợi. Chẳng hạn trong bài thơ Tiếng Hát Sông Hương của Tố Hữu:
Trên dòng Hương-giang
Em buông mái chèo
Trời trong veo
Nước trong veo
Em buông mái chèo
Trên dòng Hương-giang
Trăng lên trăng đứng trăng tàn
Đời em ôm chiếc thuyền nan xuôi dòng
Hay Trần Đăng Khoa trong trường ca Khúc hát người anh hùng
Cô Bưởi lắng nghe tiếng gà rừng rực
Thấy sức triệu người hồi sinh trong lồng ngực
Và cô đi
Bên đám cháy
Chưa tàn
Lửa hát rằng:
Quê tôi - những cánh rừng hoang
Chính trong cơn bão đại ngàn - tôi sinh
Nuôi tôi trong bếp nhà gianh
Ủ là một chấm - thổi thành biển khơi...

#### Lục bát biến thể
Biến thể trong thơ lục bát là những câu thơ bị đổi cách gieo vần.
Ví dụ như:
```
Qua cầu ngả nón trông cầu
Cầu bao nhiêu nhịp dạ em sầu bấy nhiêu.
```

Hoặc như:
```
Qua đình ngả nón trông đình
Đình bao nhiêu ngói thương mình bấy nhiêu.
```

### Thơ Đường Việt Nam
Kết quả của lịch sử giao tiếp văn hóa phương bắc, đặc biệt là thời cực thịnh của thơ Trung Quốc là thể thơ phát triển thời nhà Đường, thơ Đường đã thâm nhập vào văn hóa Việt thành thơ Đường Việt Nam. Đầu tiên, thơ Đường Việt Nam được viết bằng chữ Hán, rồi dần được viết bằng chữ Hán Nôm và chữ thuần Việt.

### Phong trào Thơ tự do
Có lẽ bắt đầu từ bài thơ dịch của Nguyễn Văn Vĩnh La Cigale et la Fourmi trên Trung Bắc Tân văn (1928) mà nguồn thơ mới khởi thảo:
Ve sầu kêu ve ve
Suốt mùa hè
Đến kỳ gió bấc thổi
Nguồn cơn thật bối rối. 
Lối thơ không niêm, không luật, không hạn chế số chữ trong câu, không hạn chế số câu lại có vẻ thích ứng với đông đảo quần chúng hơn.
Lối thơ này đã xuất hiện ở châu Âu từ thời Phục Hưng, như trong các tác phẩm của William Shakespeare. Chẳng hạn trong bi kịch Hamlet, khi chàng gọi mẹ mình vào, mời bà ngồi (Những câu tiếng Việt chỉ là phần dịch tạm thời):
Queen.
Have you forgot me?
(Ngươi quên ta là ai rồi chăng?)
Ham. 
No, by the rood, not so:
(Không, tôi thề bằng thánh giá, không phải vậy:)
You are the queen, your husband's brother's wife;
(Bà là nữ hoàng, vợ người em nhà vua, chồng bà)
And,--would it were not so!--you are my mother.
(Mà dù có không phải thế đi chăng nữa, bà vẫn là mẹ của tôi)
Queen. 
Nay, then, I'll set those to you that can speak.
(Đúng, vậy ta sẽ chỉ phép những gì ngươi được nói.)
Ham. 
Come, come, and sit you down; you shall not budge;
(Lại đây, lại đây, và hãy ngồi xuống; bà hãy ngồi im, không nhúc nhích)
You go not till I set you up a glass
(Bà sẽ không được ra khỏi đây, cho đến khi nào tôi mời bà một cốc nước)
Where you may see the inmost part of you.
(Trong đó bà sẽ nhìn thấy đáy lòng của bà)
Có quan điểm cho rằng thơ tự do đặt tầm quan trọng về cách đọc thơ, hay sự bố trí theo chiều dọc của tờ giấy hơn, và nhịp điệu của thị giác mới là phần quan trọng. Chẳng hạn:
Đến thời Phục hưng, thơ không vần tiếng Anh với kỹ thuật vắt dòng, phá bỏ cách đọc ngừng lại ở cuối dòng. Đọc từ dòng trên vắt xuống dòng dưới theo cú pháp văn phạm, rõ chữ, và câu liền lạc. Sau này, vào đầu thế kỷ 20, thơ tự do cũng theo cách đọc như thế. Nhưng giữa thơ không vần và thơ tự do vẫn có sự khác biệt khi đọc. Với loại thơ tự do dùng kỹ thuật dòng gãy, trình bày dòng ngắn dài, để tạo nhịp điệu thị giác trên mặt giấy, khi đọc lên, không đọc theo dòng mà theo câu, mục đích chỉ để nghe rõ âm thanh của từng chữ. Nhịp điệu thị giác mới là phần quan trọng, qua đó, người đọc lần theo tiến trình phân tích để tìm ra ý nghĩa bài thơ. Như vậy, để hiểu một cách toàn vẹn bài thơ loại này, người đọc phải kết hợp nhiều yếu tố khác nhau, âm thanh của chữ, nhịp điệu của câu dòng và ý nghĩa trong tiến trình phân tích. Với loại thơ trình diễn, gần với sự ứng tác thì người nghe dễ bị lôi cuốn bởi khả năng trình diễn và cách đọc của người đọc thơ. Như vậy cách đọc của thơ tự do không thể hiểu theo nghĩa của thơ truyền thống, nhịp điệu thị giác và cách trình diễn quan trọng hơn phần âm thanh của tiếng nói.
Chữ tự do ở đây có thể hiểu là sự thoát khỏi sự gò bó khắt ke của các luật thơ. Nhà thơ muốn chạy theo cảm hứng, theo tình cảm, lấy chữ để diễn tả nội tâm thay vì để cho con chữ, để cho những luật lệ kìm kẹp mà phải đổi chữ, đổi ý, biến bài thơ thành quái thai của tình cảm của họ. Phan Khôi viết trong Phụ nữ Tân Văn - số 132:
.. lâu nay mỗi khi có hứng, tôi toan mở ngâm vịnh thì cái hồn thơ của tôi lúng túng. Thơ chữ Hán ư? Thì ông Lý, ông Đỗ, ông Bạch, ông Tô choán trong đầu tôi rồi. Thơ Nôm ư thì cụ Tiên Điền, bà Huyện Thanh Quan đè ngang ngực làm cho tôi thở không ra. Cái ý nào mình muốn nói lại nói không được, thì đọc đi đọc lại nghe như họ đã nói rồi. Cái ý nào chưa nói, mình muốn nói ra lại bị những niêm luật bó buộc mà nói không được. Té ra mình cứ loanh quanh, luẩn quẩn trong lòng bàn tay của họ thật là dễ ức.
Chẳng hạn như bài thơ của Lưu Trọng Lư sau này đưa vào tập Tiếng thu đổi tên là Xuân về:
Năm vừa rồi
Chàng cùng tôi
Nơi vùng giác mộ
Trong gian nhà cỏ
Tôi quay tơ
Chàng ngâm thơ
Vườn sau oanh giục giã
Nhìn ra hoa đua nở
Dừng tay tôi kêu chàng...
Này, này! Bạn! Xuân sang
Chàng nhìn xuân mặt hớn hở
Tôi nhìn chàng, lòng vồn vã...
Rồi ngày lại ngày
Sắc màu: phai
Lá cành: rụng
Ba gian: trống
Xuân đi
Chàng cũng đi
Năm nay xuân còn trở lại
Người xưa không thấy tới
Xuân về.
Rồi sau này Hữu Thỉnh Lưu trữ ngày 2 tháng 3 năm 2012 tại Wayback Machine trong bài Thơ viết ở biển Lưu trữ ngày 2 tháng 3 năm 2012 tại Wayback Machine:
Anh xa em
Trăng cũng lẻ
Mặt trời cũng lẻ
Biển vẫn cậy mình dài rộng thế
Vắng cánh buồm một chút
đã cô đơn
Gió không phải là roi mà vách núi phải mòn
Em không phải là chiều mà nhuộm anh đến tím
Sông chẳng đi đến đâu
nếu không đưa em đến
Dù sóng đã làm anh
Nghiêng ngả
Vì em
Như vậy có thể nói, thơ tự do thiên về tính nhạc, tính hình tượng, đặt nặng nội dung tình cảm cần truyền đạt hơn là hình thức, thể loại. Thơ tự do là thơ được thoát thân, thả cánh bay cao như thể bay cao được, trải rộng như có thể bao trùm không hạn chế, không gò bó. Với thơ tự do, có thể nói rằng: nếu bạn yêu thơ, có khả năng viết câu, dùng từ thì đều có thể làm thơ được.

### Chơi thơ

#### Lẩy thơ
Lẩy thơ thường được người ta biết đến qua lẩy Kiều, là một cách chơi thơ phổ biến trong dân gian